# Allochlorodes elpis
Allochlorodes elpis là một loài bướm đêm trong họ Geometridae.